# James Harden
James Edward Harden Jr. (n. 26 august 1989, Los Angeles, California, SUA) este un baschetbalist american care evoluează pentru Philadelphia 76ers în National Basketball Association. A debutat în NBA pentru Oklahoma City Thunder. În 2018, a fost numit MVP-ul competiției. Harden a fost cel mai bun marcator în 2018 și 2019; el a avut și cele mai multe pase decisive în 2017. 

## Biografie

### Liceul
James Harden a absolvit liceul Artesia High School din Lakewood, California. În timpul celui de-al doilea an de liceu, el a avut o medie de 13,2 puncte pe meci, contribuind la recordul echipei Artesia de 28-5 în acel sezon. În anul următor, performanțele sale s-au îmbunătățit, înregistrând o medie de 18,8 puncte și 3,5 pase decisive pe meci. În acest timp, echipa Artesia a câștigat campionatul statului California cu un impresionant record de 33-1.
În ultimul său an la școală, Harden a continuat să impresioneze, contribuind la câștigarea campionatului de stat de către echipa Artesia, cu un record de 33-2. Cifrele personale ale lui Harden au fost impresionante, cu o medie de 18,8 puncte, 7,9 recuperări și 3,9 pase decisive pe meci.

### Universitatea
În timpul studiilor universitare, James Harden a fost membru al echipei Arizona State Sun Devils timp de doi ani.
În sezonul 2007/2008, Harden a participat la 34 de meciuri. În aceste partide, el a petrecut în medie 34,1 minute pe teren, marcând în medie 17,8 puncte, adunând o medie de 5,3 recuperări și reușind în medie 2,1 recuperări și 0,6 aruncări blocate. De asemenea, a înregistrat o medie de 2,6 faulturi și 3,2 pase decisive pe meci.
În sezonul 2008/2009, Harden a jucat în 35 de meciuri. În acele partide, el a avut o medie de 35,8 minute pe teren, marcând în medie 20,1 puncte, obținând o medie de 5,6 recuperări, 1,7 recuperări și 0,3 aruncări blocate. A permis o medie de 3,4 faulturi și a oferit 4,2 pase decisive pe meci.

## NBA

### Oklahoma City Thunder (2009-2012)

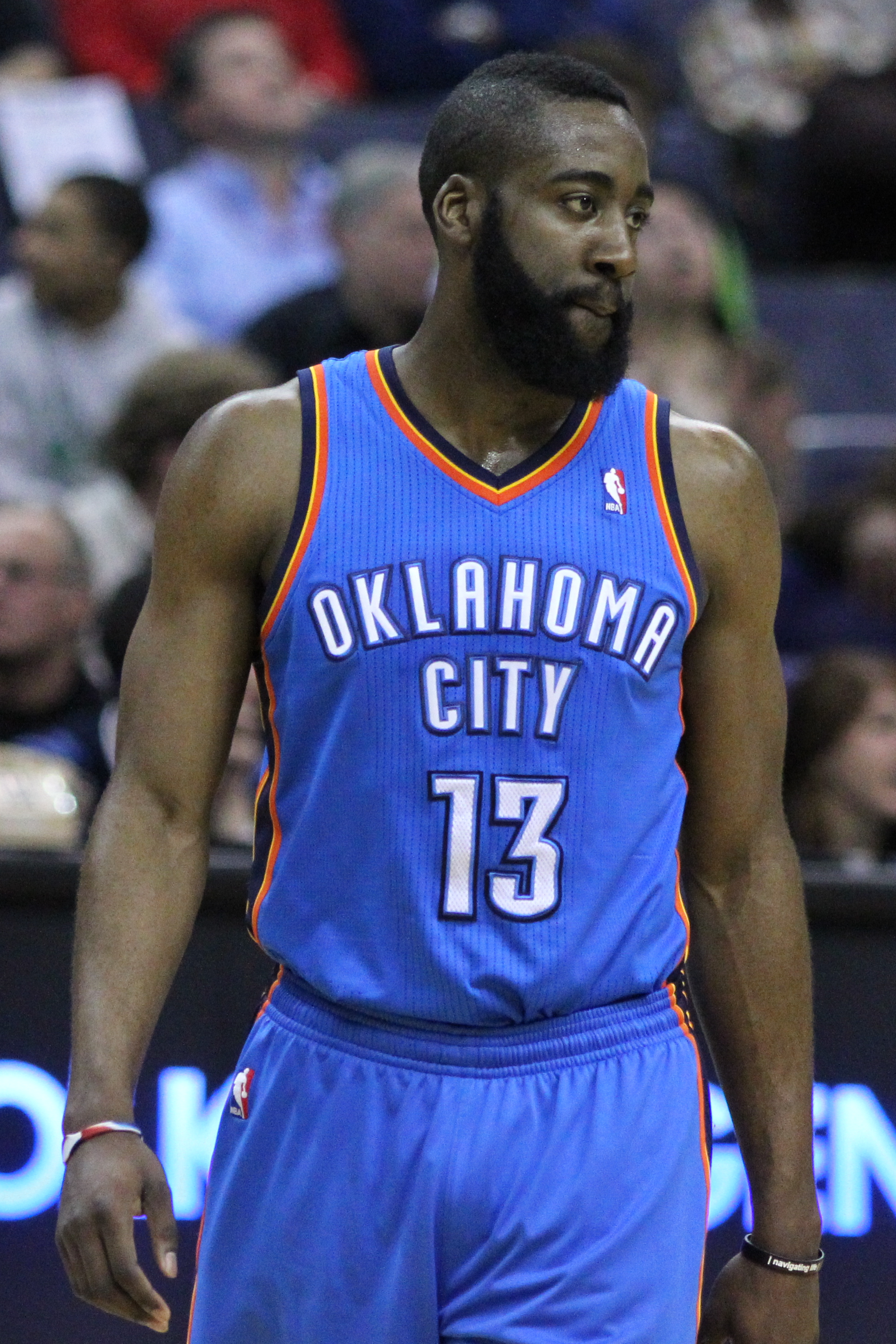
James Harden în anul 2011

James Harden a fost selecționat pe locul 3 la draftul din 2009 de către Oklahoma City Thunder, după mutarea echipei din Seattle în Oklahoma City. Acesta a fost primul jucător selectat în draft de către echipă în noua lor locație. La data de 12 iulie 2009, Harden a semnat un contract cu echipa Oklahoma, devenind membru al Thunder. Harden purta tricoul cu numărul 13. 

### Houston Rockets (2012-2021)
După ce Harden a refuzat să-și reînnoiască contractul cu Thunder, a fost cedat la Houston Rockets, împreună cu Daequan Cook, Cole Aldrich, Lazar Hayward pentru Kevin Martin și Jeremy Lamb, și dreptul de a face trei selecții în draftul din 2013: două în primul tur și una în al doilea.  În ciuda tranziției la o altă echipă, Harden și-a păstrat numărul său de tricou.
În primul său sezon la Houston, echipa a reușit să se califice în playoff-uri, dar a fost eliminată în primul tur de către fosta sa echipă, Oklahoma City Thunder.
Pe 2 aprilie 2015, într-un meci împotriva echipei Sacramento Kings, James Harden și-a îmbunătățit recordul personal de performanță, reușind să marcheze impresionanta sumă de 51 de puncte. Houston Rockets a câștigat meciul cu scorul de 115-111. Recordul anterior al lui Harden, de 50 de puncte, fusese stabilit într-un meci împotriva celor de la Denver Nuggets, la data de 19 martie 2015.
La data de 30 ianuarie 2018, într-un meci împotriva echipei Orlando Magic, James Edward Harden Jr. a făcut istorie în NBA prin realizarea primului triple-double de 60 de puncte din istorie. În acest meci, Harden a înregistrat 60 de puncte, 11 pase decisive și 10 recuperări. Acesta nu numai că a doborât recordul pentru cele mai multe puncte într-un singur meci în istoria echipei Houston Rockets, depășind recordul anterior de 57 de puncte deținut de legendarul Calvin Murphy, membru al Hall of Fame, dar a și stabilit un nou standard pentru triple-double-urile cu puncte în NBA.
Calvin Murphy, care a asistat la meci și a deținut recordul clubului timp de 40 de ani, a fost martorul momentului istoric realizat de James Harden.
Pe 26 iunie 2018, James Harden a fost oficial numit cel mai valoros jucător al Asociației Naționale de Baschet (NBA) pentru sezonul 2017/18. 
La data de 3 martie 2021, Tilman Fertitta, proprietarul echipei Rockets, a anunțat că numărul 13 purtat de Harden va fi retras în onoarea și recunoașterea contribuției sale remarcabile la echipă.
„James Harden va fi întotdeauna un Rocket. El a făcut ca primii mei trei ani ca proprietar al clubului să fie de neuitat. Bineînțeles că îi vom retrage numărul din circulație. Succesul pe care l-a adus clubului și amintirile pe care le-a lăsat fanilor sunt cu adevărat remarcabile.”

### Brooklyn Nets (2021-2022)

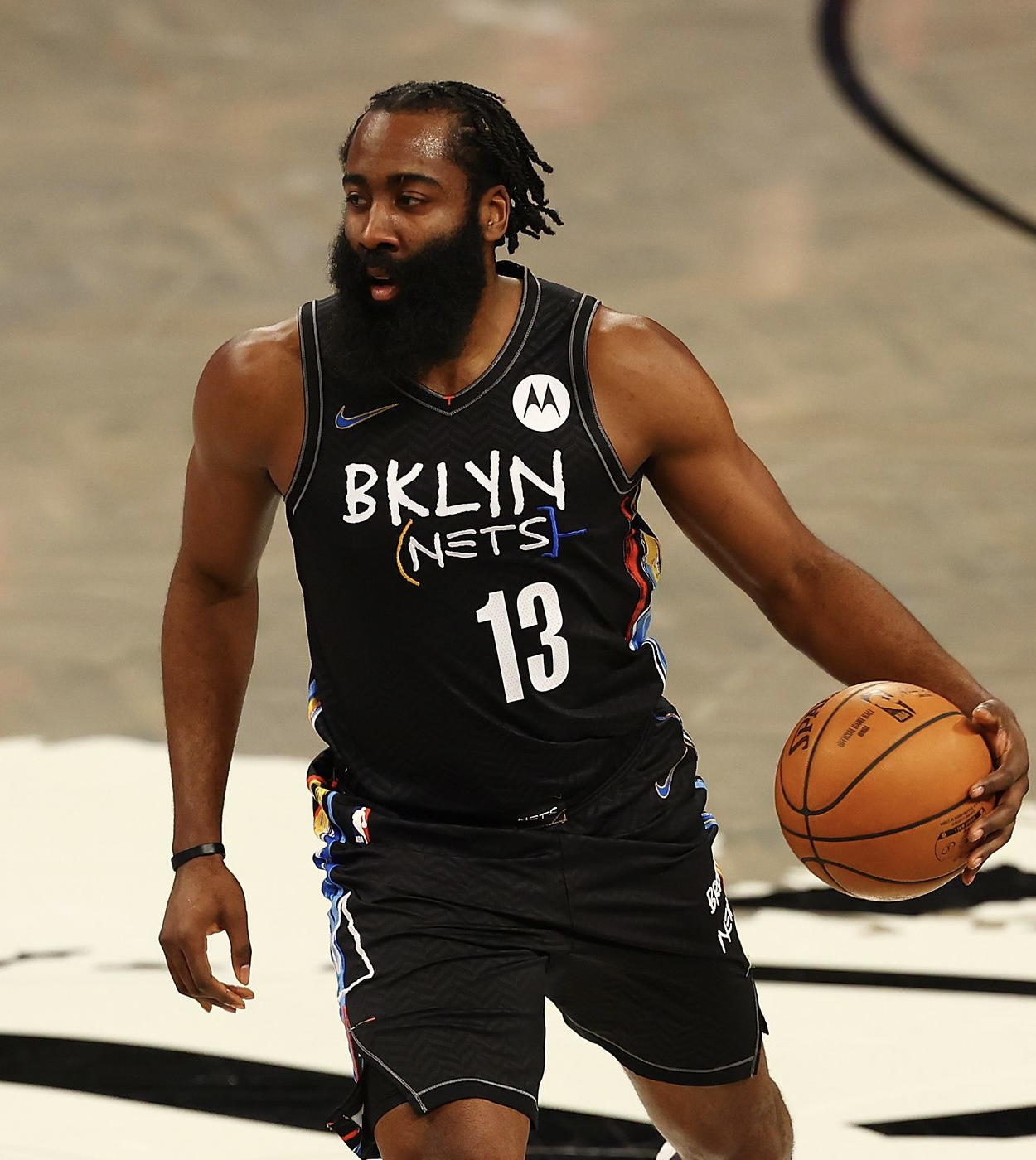
Harden la Nets

La data de 14 ianuarie 2021, fundașul James Harden, s-a transferat de la Houston Rockets la Brooklyn Nets într-un schimb complex, în care au fost implicate și echipele Indiana Pacers și Cleveland Cavaliers. Cu Brooklyn Nets, la fel ca și în cazul echipelor anterioare, Harden și-a păstrat numărul 13 pe tricou.
Doar două zile mai târziu, pe 16 ianuarie 2021, în primul său meci pentru noua sa echipă împotriva echipei Orlando Magic, James Harden a stabilit două recorduri importante pentru club. A realizat un triple-double impresionant, adică a înregistrat un număr de două cifre în trei categorii statistice, marcând 32 de puncte, capturând 12 recuperări și oferind 14 pase decisive. Niciun alt jucător din istoria echipei Nets nu reușise să înregistreze un triple-double în primul său meci pentru echipă înaintea lui Harden. De asemenea, prin cele 14 pase decisive în acel meci, Harden a devenit primul jucător din istoria francizei Brooklyn Nets care a contribuit cu atât de multe pase decisive în debutul său la echipă.

### Philadelphia 76ers (2022-prezent)
La data de 10 februarie 2022, s-a anunțat că James Harden se va transfera la Philadelphia 76ers într-un schimb bilateral între două echipe. La noua sa echipă, Harden va fi coleg cu atacantul și mijlocașul de top, Joel Embiid, creând astfel o pereche puternică. Mai mult, Harden se va reuni cu fostul manager general al echipei Houston Rockets, Daryl Morey, care, în calitate de președinte al operațiunilor de baschet ale Seventy Sixers, a fost direct implicat în această tranzacție.
La Philadelphia 76ers, James Harden a luat decizia de a-și schimba numărul de joc de la „13” la „1” pentru prima dată în cariera sa în NBA.
La data de 27 iulie 2022, Harden a semnat un contract în valoare de 68,6 milioane de dolari pentru o perioadă de doi ani cu Seventy Sixers, având și o opțiune de jucător pentru sezonul 2023-2024.
La încheierea sezonului regulat din 2022/23, James Harden a realizat un nou record, devenind primul jucător din istoria NBA care a terminat sezonul regulat ca lider all-time al ligii atât în ceea ce privește media de puncte pe meci de trei ori, cât și de două ori ca cel mai bun pasator al ligii.

## Viața personală
James este creștin. Vorbind despre convingerile sale religioase, James a spus: „Vreau doar să îi mulțumesc lui Dumnezeu pentru tot ce a făcut în viața mea”.
Harden a început să își lase barba în 2009, motivând că a devenit prea leneș să se bărbierească. De-a lungul timpului, barba sa a devenit una dintre trăsăturile distinctive ale sale și a atras multă atenție și popularitate. Faimoasa sa barbă a fost inclusă în cântece și chiar a devenit un imprimeu popular pe tricouri.
James Harden a devenit imaginea de pe coperta jocului NBA Live 18.